# Kryptodrakon
Kryptodrakon es un género extinto de pterosaurio pterodactiloide cuyos restos se encontraron en rocas del límite entre el Jurásico Medio y el Jurásico Superior en China. Solo se conoce a una especie, Kryptodrakon progenitor. En su clasificación en 2014, Kryptodrakon es el miembro más basal de los pterodactiloides así como el más antiguo conocido.

## Descripción
Kryptodrakon tiene una envergadura estimada en 1.47 metros. Su cuarto metacarpiano es relativamente delgado y alargado, un fuerte indicio de que es un hueso de pterodactiloide. Análisis cladísticos sugieren que Kryptodrakon es el grupo hermano de todos los demás miembros de Pterodactyloidea y por lo tanto el más primitivo miembro conocido de ese grupo, si se define a Pterodactyloidea siguiendo a Kevin Padian (2004) como el grupo que abarca a aquellas especies de pterosaurios que poseen un metacarpiano con al menos el 80% de la longitud del húmero, de manera homóloga a Pterodactylus. Esta especie antecede en cerca de cinco millones de años a los pterodactiloides más antiguos descubiertos con anterioridad.
Kryptodrakon vivió en un ambiente terrestre o tierra adentro, lejos de las costas. Andres et al (2014) vieron esto como una indicación de que los Pterodactyloidea tienen un origen terrestre. Las alas relativamente cortas de Kryptodrakon son compatibles con esta teoría, ya que las especies de pterosaurios y de aves modernas con alas largas tienden a vivir en zonas costeras mientras que las formas de alas cortas viven en ambientes terrestres forestados.

## Descubrimiento y clasificación
En 2001, se descubrieron los huesos de un pterosaurio en Xinjiang. Estos fueron identificados en principio como los de un dinosaurio terópodo; el paleontólogo James Clark más tarde reconoció que se trataba de un pterosaurio.
En 2014, estos restos fueron la base para describir y nombrar a la especie tipo Kryptodrakon progenitor por Brian Andres, James Clark y Xu Xing. El nombre del género significa "dragón oculto" de los términos griegos κρυπτός, kryptos ("oculto"), y δράκων, drakon ("dragón"). El nombre alude a la película Wò hǔ cáng lóng. El nombre de la nombre de la especie, progenitor significa en latín "ancestro" o "fundador de una familia" en latín, y se refiere al estatus del animal como el miembro más primitivo de Pterodactyloidea.
El fósil holotipo, IVPP V18184, fue descubierto en una capa de la Formación Shishugou que data de entre las etapas del Calloviense al Oxfordiense y tienen una edad mínima de 161 millones de años. Consiste en un esqueleto parcial que carece del cráneo. Contiene fragmentos de ambas alas incluyendo el cuarto metacarpiano derecho, partes de la cintura escapular y la segunda vértebra sacra. Los huesos no estaban articulados pero fueron descubiertos en una pequeña área de treinta centímetros cuadrados, a una considerable distancia de otros restos fósiles, por lo que probablemente provienen de un único individuo. Los huesos en su mayoría se preservaron en tres dimensiones, sin demasiada compresión.

## Paleobiología
Kryptodrakon vivió en un hábitat de tierra adentro o terrestre, lejos de la costa. Andres et al (2014) vieron esto como una indicación de que el clado Pterodactyloidea tuvo un origen terrestre. Las alas relativamente cortas de Kryptodrakon confirman esta hipótesis, ya que las especies de aves modernas y los pterosaurios de alas alargadas tienden a ser encontrados en ambientes costeros , mientras que las especies de alas cortas habitan por lo general ambientes con bosques, como fue mostrado por el estudio publicado como parte del artículo de descripción.